# Diluka Karunaratne
Edirimuni Diluka Thushan Perera Karunaratne (singhalesisch: දිලුක ත්ලිශාන් කරුණාරත්න; tamil: டிலுக த்ளிஷான் கருணாரத்ன) (* 7. Juni 1986) ist ein sri-lankischer Badmintonspieler. 

## Karriere
Diluka Karunaratne nahm 2007 an der Badminton-Weltmeisterschaft teil. 2007 siegte er ebenfalls bei den Jordan International, 2008 bei den Uganda International. 2008 wurde er auch sri-lankischer Meister im Doppel.

## Sportliche Erfolge
| Saison | Veranstaltung        | Disziplin    | Platz | Name                                    |
| ------ | -------------------- | ------------ | ----- | --------------------------------------- |
| 2007   | Jordan International | Mixed        | 1     | Diluka Karunaratne / Chandrika de Silva |
| 2007   | Jordan International | Herrendoppel | 1     | Diluka Karunaratne / Dinuka Karunaratne |
| 2008   | Uganda International | Herrendoppel | 1     | Dinuka Karunaratne / Diluka Karunaratne |